# Rangasthalam
Pour plus de détails, voir Fiche technique et Distribution.
Rangasthalam est un film d'action du cinéma télougou, réalisé en 2018, par Sukumar (en). Le film met en vedette Ram Charan, Samantha Akkineni, Anasuya Bharadwaj et Aadhi Pinisetty (en).

## Fiche technique
Sauf indication contraire, les informations mentionnées dans cette section peuvent être confirmées par la base de données cinématographiques IMDb,  présente dans la section « Liens externes ».
- Titre : Rangasthalam
- Réalisation : Sukumar (en)
- Scénario : Sukumar (en)
- Musique : Devi Sri Prasad (en)
- Production : Mythri Movie Makers (en)
- Langue : Télougou
- Genre : Film d'action
- Durée : 179 minutes (2 h 59)
- Date de sortie en salles :
  - Inde : 30 mars 2018